# Балхаська ТЕЦ
Балха́ська ТЕЦ — теплова електростанція в центральній частині Казахстану.
Балхаська ТЕЦ стала до ладу 1937 року як енергетичний цех Балхаського мідеплавильного заводу. На той час вона мала два парові котли Таганрозького котельного заводу типів ТКЗ-150 та ТКЗ 120/150 продуктивністю по 150 тонн пари на годину та одну парову турбіну від Ленінградського металічного заводу типу Т-25-29 потужністю 25 МВт.
У 1939—1940 роках ввели другу чергу — спершу котел Таганрозького котельного заводу типу ТКЗ 120/150 продуктивністю по 150 тонн пари на годину, а потім одну турбіну Ленінградського металічного заводу типу Т-25-29 потужністю 25 МВт (станційний номер 2).
У 1950-му запустили третю чергу у складі котла британської компанії Babcock & Wilcox (станційний номер 4) продуктивністю 110 тонн пари на годину та турбіни німецької компанії Siemens Schuckert потужністю 34 МВт (виготовлена ще в 1929-му, а на Балхаській ТЕЦ отримала станційний номер 3).
У 1954—1956 роках ввели четверту другу чергу — одну турбіну Уральського турбомоторного заводу типу ТР-22-25/1,2/0,5 потужністю 22 МВт (станційний номер 4), а потім котел Таганрозького котельного заводу типу ТП-150-1 продуктивністю по 150 тонн пари на годину (станційний номер 5).
У 1959-му стала до ладу п'ята черга у складі однієї турбіни угорської компанії Lang типу К-25-25 потужністю 25 МВт (станційний номер 5).
Нарешті в першій половині 1960-х років стала до ладу шоста черга, яка складалася з чотирьох котлів Подольського котельного заводу типу ПК-10П-2 продуктивністю по 220 тонн пари на годину (один запущений в 1962-му, два в 1963-му та один у 1964-му) та двох турбін, які стали до ладу 1963 року — однієї від Харківського турбогенераторного заводу типу Р-25-90/31 потужністю 25 МВт (станційний номер 6) та однієї від Ленінградського металічного заводу типу ПТ-60-90/13 (станційний номер 7). Таким чином, загальна електрична потужність станції досягнула 219 МВт.
Не пізніше середини 1980-х буди виведені з експлуатації котли № 4 та № 5 і турбіни № 3, № 4 та № 5. Таким чином, станом на 1986-й електрична потужність ТЕЦ скоротилась до 135 МВт (номінальна, фактична — 105 МВт) при тепловій потужності у 288 Гкал/год. Станом на другу половину 1990-х також був виведений з експлуатації котел № 3.
У 2003-му ввели в дію нову турбіну зі станційним номером 3 від Ленінградського металічного заводу типу ПТ-30/40-2,9 потужністю 30 МВт. Згодом турбіну № 2 замінили на ще одну від Ленінградського металічного заводу типу ПТ-30/40-2,9 потужністю 30 МВт. Тоді ж вивели з експлуатації турбіну № 1 та котел № 1. Таким чином, електрична потужність станції досягнула 145 МВт при тепловій у 383 Гкал/год.
Ще в 2016-му Таганрозький котельний завод повідомляв, що відвантажив на Балхаську ТЕЦ компоненти нового котла, який матиме продуктивність 270 тонн пари на годину. Очікувалось, що котел зі станційним номером 5 стане до ладу в 2018-му, проте станом на 2023 рік все ще вели його монтаж.
Як паливо ТЕЦ споживає вугілля.
Видалення продуктів згоряння відбувається через чотири димарі заввишки 90 (два), 100 та 162 м.
Забір води для технологічних потреб відбувається з озера Балхаш, а прісну воду отримують із підземних вод річки Токрау.
Видача продукції відбувається по ЛЕП, що працюють під напругою 110 кВ та 10,5 кВ.